# Naipes Heraclio Fournier
Naipes Heraclio Fournier S.A. es una conocida empresa dedicada a la fabricación de naipes, con sede en Vitoria (Álava) y fábrica en Villarreal de Álava (Álava). Fue fundada en 1870 por Heraclio Fournier González.
Es propiedad de la United States Playing Card Company, que a su vez forma parte del conglomerado Jarden Corporation con sede en Rye, Nueva York, la cual fue adquirida  en 2016 por Newell Brands con sede en Atlanta, Georgia (Estados Unidos).
En junio de 2019, tanto  Naipes Heraclio Fournier como United States Playing Card Company son adquiridas por el grupo Cartamundi.

## Historia
En el año 1785, el joven Francisco Fournier se trasladó a vivir a Burgos. Contrajo matrimonio con la burgalesa María de Reoyo. Este linaje se enraizó en la ciudad castellana y fue cuna del primer descendiente, Lázaro Fournier de Reoyo, quien a su vez tuvo varios hijos; el menor de todos ellos era Heraclio Fournier González, nacido el 2 de marzo de 1849.
Comenzó su actividad como litógrafo en compañía de su hermano Braulio Fournier, en Burgos, donde iniciaron la fabricación de los naipes con la marca «Fournier Hermanos». Debido al éxito alcanzado, fue necesario ampliar el negocio, por lo que los hermanos Fournier deciden separarse y Heraclio, con tan solo 19 años, se traslada a Vitoria (Álava) donde se establece montando un pequeño taller de estampación de litografía en 1870. Este local estaba situado en la Plaza de España, n.º 5 y es el que actualmente ocupa la librería El Globo.

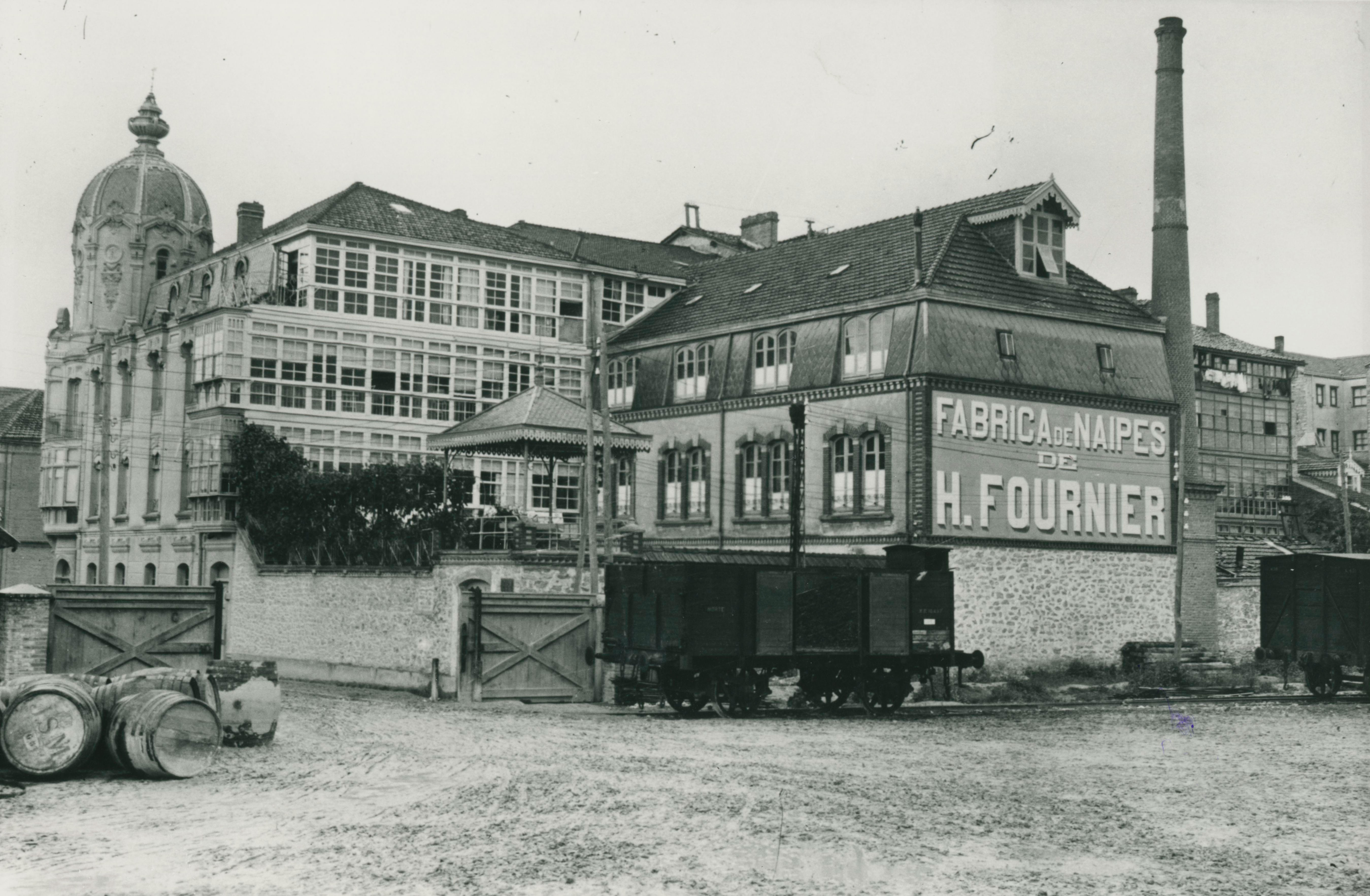
La primera fábrica de Heraclio Fournier, sita en la calle Manuel Iradier de Vitoria y hoy desaparecida, arrancó en 1887.

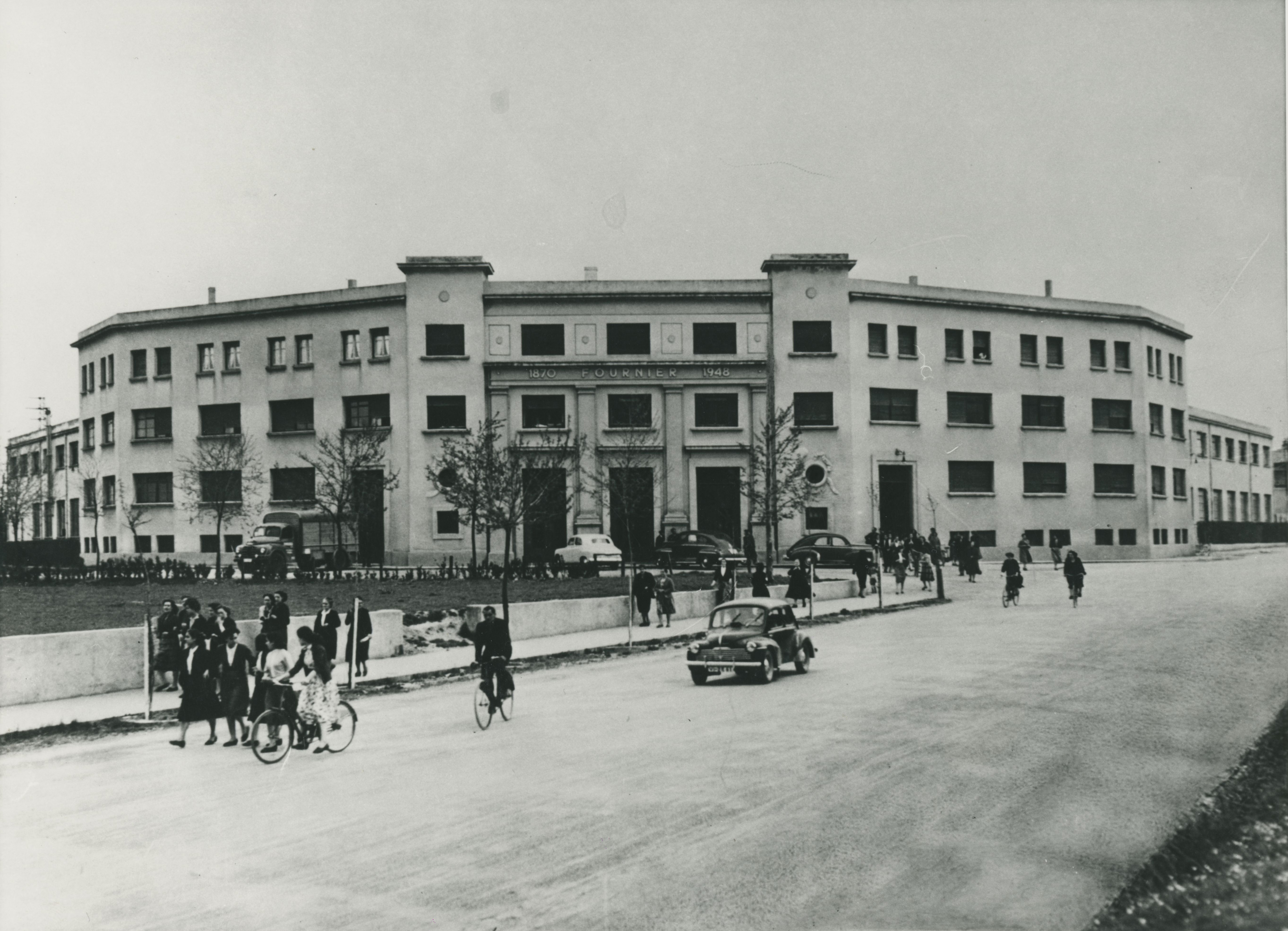
La segunda fábrica de Heraclio Fournier, en el barrio de San Cristóbal de Vitoria, comenzó a funcionar en 1948.

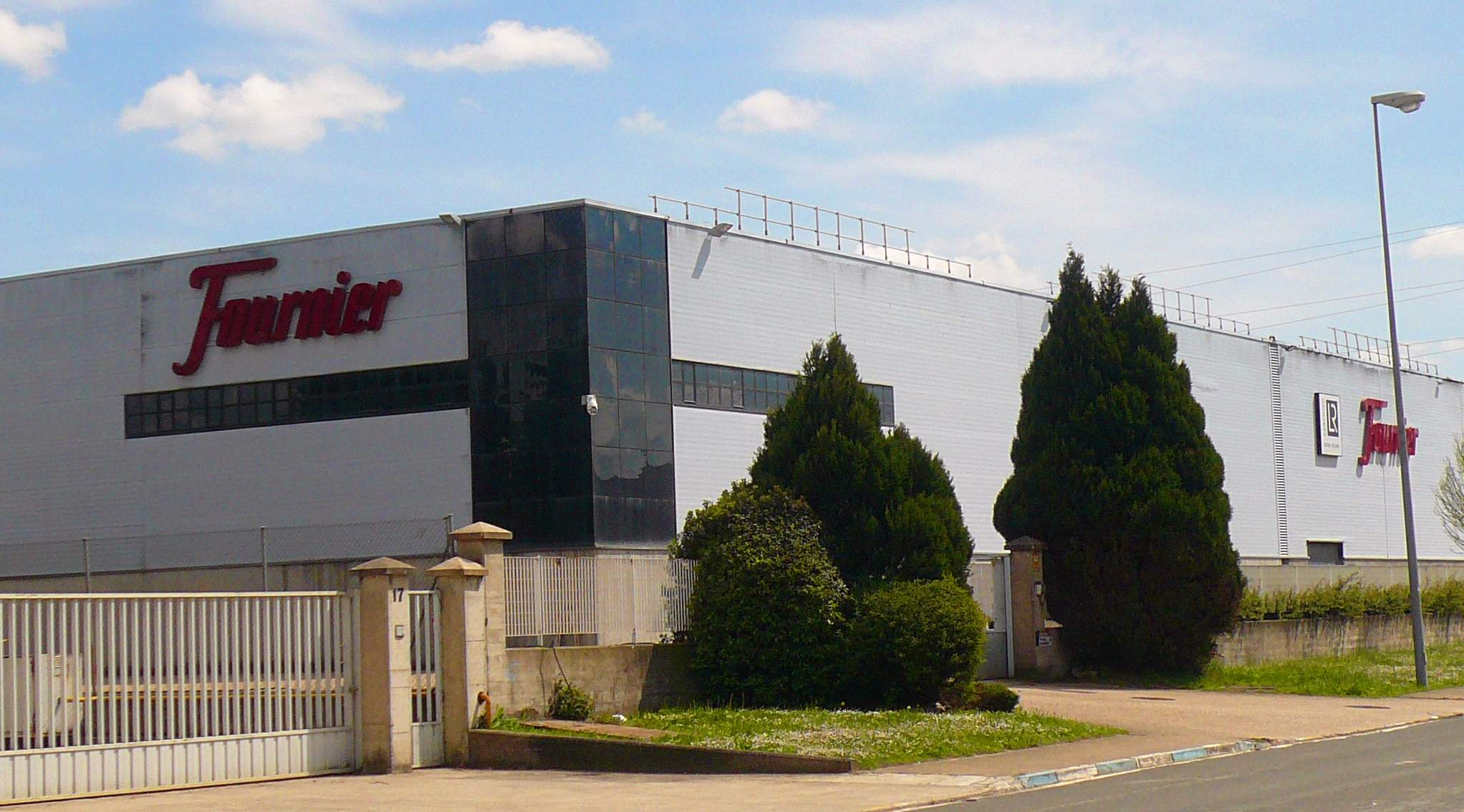
La tercera y actual fábrica de Heraclio Fournier en el Parque Empresarial Goiain de Villarreal, Álava, se remonta a 1993.

En un primer momento la empresa se creó como una compañía fabricante de naipes, pero posteriormente amplió sus actividades dentro del área de las artes gráficas, realizando servicios de fabricación de sellos, impresión de libros y encuadernación. El negocio prospera rápidamente y se ve obligado a trasladarse a una ubicación con mayor espacio.
En 1875, Fournier apuesta por nuevos métodos de impresión y por nuevos modelos gráficos. Dos años más tarde, en 1877, encarga al profesor de la Escuela de Artes y Oficios de Vitoria, D. Emilio Soubrier y al pintor vitoriano Díaz de Olano, el diseño de un naipe, que bajo la dirección del propio D. Heraclio, dio como resultado el actual naipe español con las figuras básicas de la firma, que con algunas modificaciones, es el que actualmente se encuentra en el mercado y que todos conocemos. En 1889, la producción de naipes de Heraclio Fournier recibe una medalla de bronce en la Exposición Universal de París.
En el año 1880, instala una nueva planta en la calle San Prudencio de Vitoria y realiza varios viajes a Francia para incorporar a su negocio todos los avances para la fabricación de naipes. En el año 1888, se traslada al edificio de la calle de los Fueros que hace esquina con la calle Manuel Iradier de Vitoria, esta fachada es la que aparece todavía en algunos naipes e impresos utilizados en la actualidad.
Un año más tarde, en 1889, crea la baraja litográfica con doce colores, con la peculiaridad que en el as de oros figura su propia efigie. Sus barajas reciben premios en varias exposiciones como París, Bruselas, Barcelona, Madrid, El Cairo, etc. Posteriormente, Augusto Rius, reformará el modelo, adquiriendo así su forma definitiva, muy parecida a la de nuestros días.
D. Heraclio contrajo nupcias con Doña Nieves Partearroyo. En 1916, el señor Fournier muere en Vichy, y al no tener hijos varones, la empresa continuó su expansión dirigida por su mujer y su hija. Posteriormente, fue su nieto  Félix Alfaro Fournier, quien tomó el mando al frente del negocio. El nieto inició una colección de naipes en 1916, y en 1970 adquirió la colección de naipes de Thomas De la Rue. Así se iniciaría el «Museo Fournier de Naipes» de Álava, que fue posteriormente adquirido por la Diputación Foral de Álava.
Durante la guerra civil española la empresa colaboró con el bando franquista en la distribución de cartografía militar para el ejército italiano y el sublevado.
En 1948, Naipes Heraclio Fournier, S.A. ya se ha convertido en líder absoluto del mercado nacional. Para poder responder a la gran demanda, se desplaza de la calle Fueros a una nueva planta en el barrio de San Cristóbal, incorporando nueva maquinaria y tecnología, adelantándose de este modo a las empresas de su época. Sienta así las bases de su despegue internacional.
En 1976 fue la encargada de la impresión del primer retrato oficial del rey Juan Carlos I, tanto en sus variantes de traje de calle, militar de gala, y acompañado de la reina Sofía.[cita requerida]
Es adquirida por la US Playing Card Company en 1986, entrando dentro de un conglomerado donde están otras marcas como Bicycle, Aviator, Bee y KEM.
En 1993, continúa aumentando su presencia en el mercado internacional. Esta transformación les obliga a trasladarse a su ubicación definitiva, una amplia nave con instalaciones adecuadas para satisfacer la creciente demanda. Ha obtenido el certificado ISO 9001 – 2000 (Lloyd’s Register Quality Assurance) a la calidad del proceso de producción.
Las naiperas de Fournier fueron el colectivo de mujeres que desde finales del siglo XIX y el siglo XX trabajaron en la fábrica. Su presencia fue mayoritaria en varios momentos ya desde finales del siglo XIX. En 1896, cuando fábrica contaba ya con más de 100 trabajadores. En 1948 trabajaban en la empresa 325 naiperas, que contaban con un economato, seguro de enfermedad y vacaciones pagadas para las enfermas y las de mayor edad.

## Presencia en los casinos del mundo
Fournier fabrica 16 millones de barajas al año. Es proveedor homologado en todos los mercados internacionales de casinos. Produce naipes para todos los juegos de casinos, y tanto los naipes de papel como los de plástico son adecuados para el funcionamiento en las máquinas barajadoras automáticas.

## Productos
La empresa produce diferentes tipos de naipes, cartas de tarot y calendarios de bolsillo.
- Naipes españoles. Son las barajas más populares de Fournier. Están registradas y son conocidas en toda Iberoamérica. Fournier vende al año más de 10 millones de unidades en todo el mundo.
- Naipes de póker y bridge. Producto empleado en todos los juegos de casinos. Más de 6 millones de barajas son distribuidas por todo el mundo.
- Naipes para Juegos de barajas de colección, tales como:
  - Naipes de fantasía.
  - Naipes infantiles: bajo licencias como Walt Disney, Warner Bros y todas las principales compañías internacionales creadoras de personajes para niños. También se incluye el juego «Familias de 7 países», que Heraclio Fournier empezó a comercializar a partir de 1965, aunque la invención del juego se remonta a la Inglaterra de mediados del siglo XIX. Aproximadamente un millón de barajas de este juego han sido ya distribuidas por Heraclio Fournier en varios países.
  - Naipes publicitarios.
  - Naipes de países: alemanes, franceses, suecos, polacos, filipinos.
  - Naipes de equipos de fútbol: Real Madrid, FC Barcelona y Atlético de Madrid.
- Naipes para ilusionismo.
- Cartas de tarot: amplia colección que abarca todo el mundo de la adivinación.
- Calendario de bolsillo Heraclio Fournier.
- Calendarios de mesa o de pared.